# Infinity (serie de videojuegos)
Infinity es una serie de videojuegos de novela visual desarrollados principalmente por KID. El primer videojuego de la serie, Never 7: The End of Infinity, se lanzó originalmente como Infinity para PlayStation en 2000, y luego fue portado a otras plataformas. Desde entonces, se han desarrollado cuatro videojuegos más, así como una nueva versión del segundo videojuego. Los primeros tres videojuegos fueron dirigidos por Takumi Nakazawa, y los primeros cuatro fueron planeados y escritos por Kotaro Uchikoshi y compuestos por Takeshi Abo. El quinto fue escrito por el grupo de escritura otome Run & Gun, y contó con la producción de sonido de la banda Milktub. Junto a Memories Off, Infinity fue la serie de videojuegos insignia de KID.
Inicialmente, la serie se centró en el romance con un uso ligero de temas de ciencia ficción; a medida que los críticos recibieron positivamente los temas de ciencia ficción, la serie se alejó gradualmente de los temas románticos, y el tercer videojuego se centró completamente en la ciencia ficción. A partir del segundo videojuego, la serie ha presentado el tema de escapar de un espacio cerrado, que fue utilizado por el equipo de desarrollo como una forma de encarnar los deseos instintivos de la humanidad. Durante el desarrollo del cuarto videojuego, KID se declaró en quiebra; sus activos fueron adquiridos por la empresa Cyberfront, que finalizó el desarrollo del cuarto videojuego y desarrolló un quinto.

### Videojuegos principales
| 2000 | Never 7: The End of Infinity          |
| 2001 |                                       |
| 2002 | Ever 17: The Out of Infinity          |
| 2003 |                                       |
| 2004 | Remember 11: The Age of Infinity      |
| 2005 |                                       |
| 2006 |                                       |
| 2007 |                                       |
| 2008 | 12Riven: The Psi-Climinal of Integral |
| 2009 |                                       |
| 2010 |                                       |
| 2011 | Code_18                               |
| 2011 | Ever 17 (nueva versión)               |

La serie consta de tres videojuegos, un videojuego derivado y un reinicio. En Japón, la serie ha sido publicada por KID, Success, and Cyberfront. En Norteamérica, el segundo videojuego fue localizado y publicado por Hirameki International; este es el único videojuego de la serie que se ha lanzado en inglés.
- Never 7: The End of Infinity es el primer videojuego de la serie. Fue lanzado originalmente para PlayStation el 23 de marzo de 2000, bajo el nombre Infinity,[2] y luego fue lanzado para Neo Geo Pocket,[7] Dreamcast,[8] Microsoft Windows,[9] PlayStation 2,[10] Macintosh,[11] PlayStation Portable,[12] Android,[13] e iOS.[14] El videojuego sigue a Makoto, un estudiante que pasa una semana en un albergue con otros estudiantes y usa un sexto sentido para evitar que sucedan cosas malas.[15][16]
- Ever 17: The Out of Infinity es el segundo videojuego de la serie. Fue lanzado originalmente para PlayStation 2 y Dreamcast el 29 de agosto de 2002[17][18] y luego fue lanzado para Microsoft Windows tanto en Japón como en Norteamérica,[5] y para PlayStation Portable,[19] Android[20] e iOS.[21] Se lanzó una nueva versión para Xbox 360 el 1 de diciembre de 2011.[22] El videojuego sigue a Takeshi y un niño amnésico que, junto con otros, están atrapados en un parque temático submarino que se estima que implosionará en 119 horas debido a la alta presión del agua.[5]
- Remember 11: The Age of Infinity es el tercer videojuego de la serie. Fue lanzado originalmente para PlayStation 2 el 18 de marzo de 2004[23] y luego fue lanzado para Microsoft Windows,[24] PlayStation Portable[25] e iOS. Tiene lugar tanto en 2011 como en 2012, y sigue a Cocoro, que sobrevivió a un accidente aéreo, y a Satoru, que perdió el conocimiento después de caerse de la torre del reloj.[26]
- 12Riven: The Psi-Climinal of Integral es un videojuego derivado de la serie Infinity y el primer y único videojuego de la serie Integral. Fue lanzado originalmente para PlayStation 2 el 13 de marzo de 2008[27] y luego fue lanzado para Microsoft Windows y PlayStation Portable.[28][29] Sigue a Renmaru, que se dirige al edificio Integral después de escuchar que su amigo Myu morirá allí, y Narumi, que también se dirige al edificio para salvar a Myu y evitar que suceda un evento.[26]
- Code_18 es el primer y único videojuego en el reinicio de la serie Infinity con diferentes escritores. Fue lanzado originalmente para Xbox 360 y PlayStation Portable el 29 de septiembre de 2011[30] con una versión de Microsoft Windows lanzada el 21 de diciembre de 2012.[28] Está ambientado en una escuela secundaria en el año 2018, y sigue al estudiante de segundo año Hayato, quien intenta hacer volar su unidad Dragon Mk-7Va.[30]

## Otros medios
Se han lanzado diversos medios basados en la serie de videojuegos. Ever 17 fue adaptado a un manga y Remember 11 ha recibido una novelización en dos partes. Un videojuego móvil promocional basado en Code_18 se publicó antes del lanzamiento del mismo. Se han creado Drama CDs basados en Ever 17, Remember 11 y Code_18.

## Elementos comunes
Todos los videojuegos son novelas visuales con historias sobre viajes en el tiempo y elementos de ciencia ficción, presentando el concepto del bucle temporal como un elemento de trama recurrente. Comenzando con Ever 17, la serie ha presentado el tema de «un escape de un espacio cerrado»; por ejemplo, Ever 17 tiene personajes atrapados en un parque temático submarino y Remember 11 se desarrolla tanto en una cabaña en una montaña durante una tormenta de nieve como en una instalación para la rehabilitación de criminales con enfermedades mentales. Never 7 también puede considerarse un título adecuado para esta temática, ya que su protagonista no puede abandonar una isla aislada debido a las duras condiciones climáticas. Este tema se abandonó con Code_18, que en su lugar está ambientado en una escuela. También comenzando con Ever 17, la serie ha presentado múltiples protagonistas para cada videojuego, con los que el jugador puede jugar a través de la historia; esto también fue abandonado con Code_18, que presenta a un solo protagonista.
El jugador progresa en los videojuegos leyendo sus historias. En ciertos puntos, se les presenta una serie de opciones; según el que elijan, la historia progresa de manera diferente, lo que lleva a diferentes finales. Algunas de estas elecciones afectan cosas sutiles como si el personaje del jugador debe tomar la mano de otro personaje o mirarlo a los ojos, mientras que otras pueden causar la muerte de un personaje; el jugador tiene como objetivo evitar finales «malos» en los que el personaje del jugador u otro personaje muere. Varios de los videojuegos de la serie incluyen un glosario dentro del videojuego denominado sistema «TIPS», que explica varios términos utilizados en la historia.

## Desarrollo

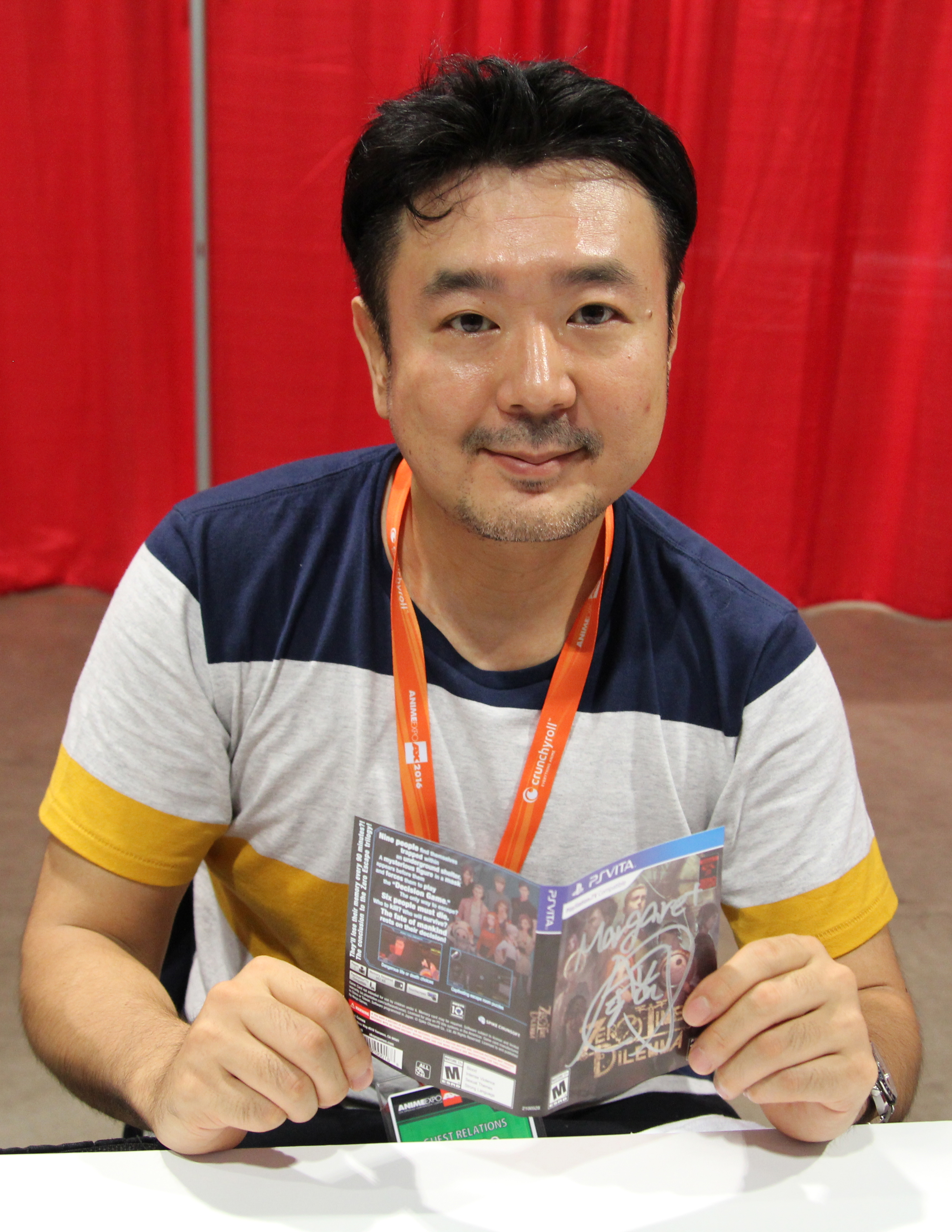
Los primeros cuatro videojuegos de la serie fueron escritos y planificados por Kotaro Uchikoshi.

Los primeros tres videojuegos de la serie fueron dirigidos por Takumi Nakazawa y los primeros cuatro fueron escritos y planeados por Kotaro Uchikoshi y compuesto por Takeshi Abo. Varios artistas han trabajado en el diseño de personajes de la serie, incluidos Yuu Takigawa para Ever 17 y Hidari para Remember 11. Junto con Memories Off, Infinity fue el serie de videojuegos insignia de KID.
Uchikoshi no pudo hacer un uso intensivo de los temas de ciencia ficción en Never 7 , ya que sus superiores en KID pensaron que el videojuego no se vendería bien si no se enfocaba en elementos de videojuegos de citas y personajes femeninos lindos, así que se realizó con el objetivo principal de desarrollar una relación con una chica, con elementos ligeros de ciencia ficción. En el lanzamiento, los elementos de ciencia ficción fueron bien recibidos por los críticos, lo que llevó a la decisión de aumentar el enfoque de ciencia ficción en videojuegos posteriores; esto se hizo gradualmente, con el segundo videojuego, Ever 17, que tenía un equilibrio entre las citas y la ciencia ficción, y el tercer juego, Remember 11, centrado por completo en la ciencia ficción. Según Uchikoshi, el tema de la serie de «un escape de un espacio cerrado» tenía la intención de encarnar dos de los deseos instintivos y primitivos de la humanidad: el deseo inconsciente de regresar a la seguridad del útero materno y encerrarse uno mismo lejos del mundo, y el deseo de escapar y superar la condición actual.
 Otro tema recurrente de la serie fue cómo los videojuegos fueron diseñados para estar abiertos a la especulación y múltiples interpretaciones, lo cual fue parte de por qué la serie se llamó Infinity.
Cuando Abo compuso la música de los videojuegos, primero leyó las historias, para poder comprender completamente el escenario y los personajes. Mientras hacía esto, anotó sus impresiones de los diversos eventos y situaciones que ocurren a lo largo de los videojuegos. Las cosas que consideraba más importantes eran el flujo emocional de las historias y sus primeras impresiones. Describió que este método toma más tiempo que si solo tuviera que designar varias canciones en diferentes puntos del videojuego, pero dijo que le permitió crear música con una mejor relación con la cosmovisión de los videojuegos. Debido a la ciencia ficción y los elementos teóricos de la serie, Abo compuso pensando en lo que él llama «música geométrica». Mientras disfrutaba de las historias, la música que compuso reflejaba fuertemente sus propios gustos musicales.
El desarrollo del primer videojuego comenzó justo después de que terminara Memories Off, que fue la primera novela visual de Uchikoshi. Never 7 se planeó como un videojuego independiente, pero durante el desarrollo de Ever 17 se decidió conectar los mundos de los dos juegos y convertirlos en una serie. El desarrollo de Ever 17 finalizó en mayo de 2002, momento en el que a Nakazawa se le ocurrieron ideas para Remember 11; él y Uchikoshi planearon la trama del videojuego en enero de 2003, inicialmente con la intención de que el videojuego no estuviera relacionado con Infinity y se titularía Parasite. Sin embargo, cuando comenzó el desarrollo en mayo de 2003, se le dio el nombre provisional Project Infinity 3 La producción del título se vio afectada por las diferencias creativas entre Nakazawa y Uchikoshi, quienes tenían su propia idea para el final del videojuego. Además de sus desacuerdos, no pudieron escribir todo lo que habían querido para el videojuego y terminaron con un final que Uchikoshi describió como solo a medio terminar; en el momento del lanzamiento del videojuego, planeaban terminar la historia en una secuela.
KID inició el desarrollo de un cuarto videojuego, 12Riven, y planeaba lanzarlo en 2007; sin embargo, el 1 de diciembre de 2006, KID se declaró en quiebra debido a deudas de 530 millones de yenes; esto se debió a que KID continuó lanzando videojuegos para PlayStation 2 durante 2006 con ventas decrecientes, lo que se pensó que se debía al éxito de la Nintendo DS en Japón. Según Abo, los empleados de la empresa no estaban al tanto de los problemas hasta el mismo día en que cerró KID. En 2007, la empresa Cyberfront adquirió todos los activos de KID y anunció que se había reanudado el desarrollo de 12Riven; fue lanzado en 2008, y su desarrollo se atribuyó tanto a KID como a SDR Project. El quinto videojuego, Code_18, fue desarrollado por Cyberfront; como KID ya no existía, se contrató al grupo de escritura otome Run & Gun para escribir la historia del videojuego. Mientras tanto, la producción de sonido estuvo a cargo de la banda Milktub. El equipo de desarrollo vio el videojuego como un reinicio de la serie Infinity, y a pesar de planear inicialmente lo contrario, se alejó del tema de «escapar de un espacio cerrado» debido a preocupaciones sobre el tamaño de la audiencia del videojuego. Cyberfront también desarrolló una nueva versión de Ever 17, en colaboración con 5pb., utilizando modelos 3D para los personajes en lugar de los sprites 2D de la versión original. En febrero de 2023, el director de Mages Inc., Makoto Asada, reveló que se estaba realizando una planificación preliminar para potencialmente producir más nuevas versiones de la serie.

## Recepción
| Videojuego                            | Famitsu |
| ------------------------------------- | ------- |
| Never 7: The End of Infinity          | 26/40   |
| Ever 17: The Out of Infinity          | 26/40   |
| Remember 11: The Age of Infinity      | 28/40   |
| 12Riven: The Psi-Climinal of Integral | N/A     |
| Code_18                               | 26/40   |
| Ever 17 (nueva versión)               | 30/40   |

En 2010, RPGFan clasificó Ever 17 como el 18º mejor videojuego de rol de los 2000s; el editor Neal Chandran lo clasificó como el número 3 en la parte de su "selección del editor" del mismo sitio web.

### Ventas
En noviembre de 2011, las ventas totales de la serie superaron las 200 000 unidades.

### Legado
Uchikoshi citó la recepción positiva de Never 7 y Ever 17 como lo que le dio la confianza para dejar KID y convertirse en un escritor independiente.